# Kenscoff (kommun)
Kenscoff är en kommun i Haiti.   Den ligger i departementet Ouest, i den södra delen av landet, 17 km söder om huvudstaden Port-au-Prince.